# Лідиці
Лі́диці (чеськ. Lidice, нім. Liditz) — шахтарське селище в Чехії, за 20 км на захід від Праги і на південний схід від міста Кладно, 10 червня 1942 знищене на вимогу німецького уряду.

## Історія
Безпосереднім приводом для розправи стало вбивство Райнгарда Гейдріха, протектора Богемії і Моравії, вчинене 27 травня 1942 в Празі. За указом групенфюрера СС Карла Германа Франка, начальника СС і поліції Праги, жителі селища були звинувачені в приховуванні чехословацьких патріотів, які вчинили замах.
10 червня військо СС (дивізія «Принц Ойґен» оточили Лідиці; все чоловіче населення старше 16 років (172 особи) було розстріляно. Лідицьких жінок (172 осіб) було відправлено в концентраційний табір Равенсбрюк (з них 60 загинули в таборі). З дітей (105 чол.) залишені були діти віком до одного року і діти, придатні для онімечення. Решта (82 чол.) були знищені в таборі смерті поблизу Хелмна, ще 6 дітей померли. Усі будівлі селища були спалені і зрівняні з землею . До ранку 11 червня селище Лідиці являло собою лише голе попелище. Кількома днями пізніше зазнало руйнування село Лежаки поблизу Лідиць; всі чоловіки цього села також були вбиті.
У 1945 на місці Лідиць був побудований музей. Поруч із ним — нове селище (збудоване в 1945–1949). Нині в Лідицях проводяться виставки мистецтва, присвячені пам'яті жертв нацизму.
Лідицька трагедія стала для багатьох закликом до боротьби з нацизмом, символом об'єднання антифашистських сил Європи. Деякі міста в Латинській Америці і США названі на честь Лідиць, у багатьох європейських містах є Лідицькі вулиці.
Трагічним подіям в селищі Лідиці чеський композитор Богуслав Мартіну присвятив свою симфонічну поему «Пам'ятник Лідиць» (1943).
Про події в Лідицях у 2011 році вийшов чеський фільм з Карелом Роденом і Зузанне Фіалова.

## Галерея

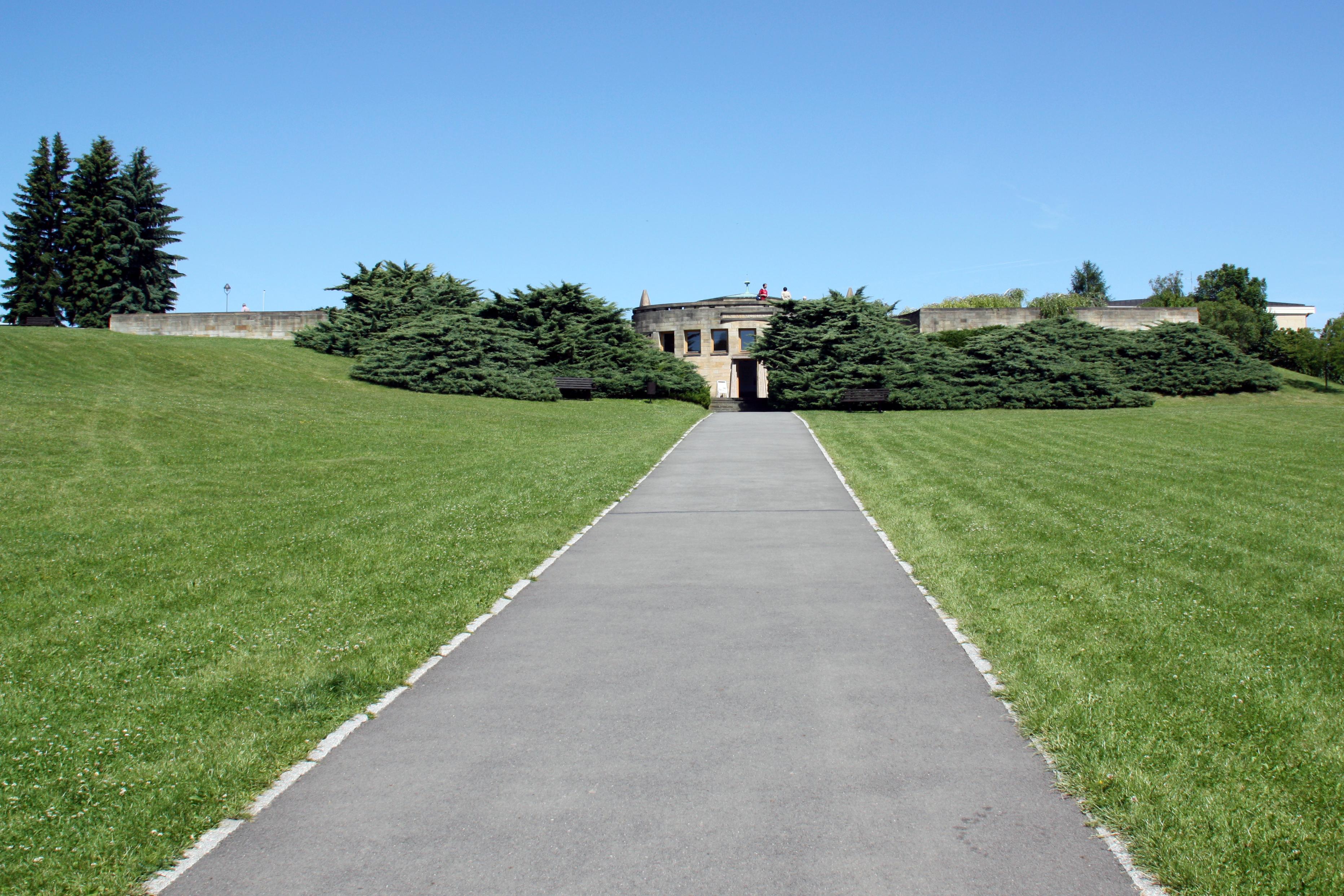
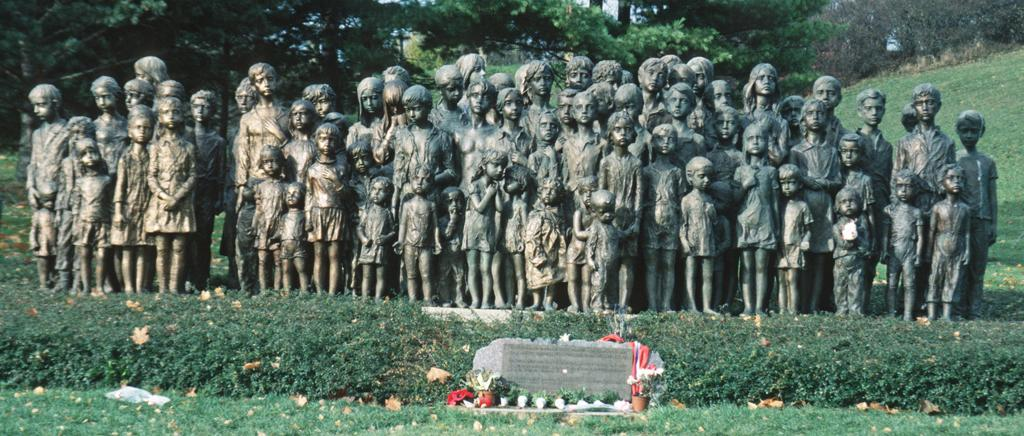
Пам'ятник 82 розстріляним дітям